# Courtland (Wisconsin)
Courtland es un pueblo ubicado en el condado de Columbia en el estado estadounidense de Wisconsin. En el Censo de 2010 tenía una población de 525 habitantes y una densidad poblacional de 5,72 personas por km².

## Geografía
Courtland se encuentra ubicado en las coordenadas 43°29′59″N 89°3′35″O / 43.49972, -89.05972. Según la Oficina del Censo de los Estados Unidos, Courtland tiene una superficie total de 91.8 km², de la cual 91.21 km² corresponden a tierra firme y (0.64%) 0.59 km² es agua.

## Demografía
Según el censo de 2010, había 525 personas residiendo en Courtland. La densidad de población era de 5,72 hab./km². De los 525 habitantes, Courtland estaba compuesto por el 97.14% blancos, el 0.19% eran afroamericanos, el 0.19% eran amerindios, el 0.95% eran asiáticos, el 0% eran isleños del Pacífico, el 0.57% eran de otras razas y el 0.95% pertenecían a dos o más razas. Del total de la población el 2.48% eran hispanos o latinos de cualquier raza.